# 銖
銖（しゅ）は、中国の古代の質量の単位である。唐代より前の中国では「1石 = 4鈞、1鈞 = 30斤、1斤 = 16両、1両 = 24銖」という体系を使っていた。
漢代の斤を226.67グラムと仮定すると、銖は約0.590グラムに当たる。
- 1 両 =            24 銖 =      14.167 g
- 1 斤 = 16 両 =    384 銖 =    226.67 ｇ
- 1 鈞 = 30 斤 = 11 520 銖 =  6 800 g
- 1 石 =  4 鈞 = 46 080 銖 = 27 200 g

唐代以降は質量の単位はおおむね十進化し、中国でも日本でも「銖」は使われていない。
日本の江戸時代の貨幣体系でも「銖」に由来する「朱」を使っているが、こちらは「両」の1/16になっている。
現代の中国では、タイの通貨であるバーツのことを「泰銖」と呼んでいる。歴史的には「五銖銭」が名高い。